# لنگرایش (نیدرزاکسن)
لنگرایش (به آلمانی: Lengerich) یک شهر در آلمان است که در امسلاند واقع شده‌است. لنگرایش ۲٬۶۷۹ نفر جمعیت دارد.